# Paweł Zatorski
Paweł Zatorski (Lodz, 21 de junio de 1990) es un jugador de voleibol profesional polaco que juega como líbero para Resovia Rzeszów y el equipo nacional de Polonia. Participó en 2 Juegos Olímpicos (Río 2016, Tokio 2020), y es dos veces campeón del mundo (2014, 2018) y ganador de la Champions League 2021 con ZAKSA.

## Clubes
| Años          | País    | Club                   |
| ------------- | ------- | ---------------------- |
| 2008–2010     | Polonia | AZS Częstochowa        |
| 2010–2015     | Polonia | PGE Skra Bełchatów     |
| 2015–2021     | Polonia | ZAKSA Kędzierzyn-Koźle |
| 2021–presente | Polonia | Resovia Rzeszów        |

## Palmarés

### Mundial
- Campeonato Mundial (2)
  -  1.er lugar: 2014, 2018.[2]
- Copa Mundial de Voleibol
  -  2.º lugar: 2011, 2019
  -  3.er lugar: 2015
- Liga Mundial de Voleibol (1)
  -  1.er lugar: 2012
  -  3.er lugar: 2011
- Liga de Naciones (1)
  -  1.er lugar: 2023
  -  2.º lugar: 2021
  -  3.er lugar: 2016

### Continental
- Campeonato Europeo
  -  3.er lugar: 2011, 2019, 2021

### Clubes
- Liga de Campeones (1)
  - ZAKSA Kędzierzyn-Koźle (campeón) 2020-2021.[3][4][5]
  - Skra Bełchatów (subcampeón) 2011-12
- Campeonato de Clubes
  - Skra Bełchatów (subcampeón) 2010
- Liga Polaca de Voleibol (5)
  - Skra Bełchatów (campeón) 2010-2011, 2013-14, 2015-16, 2016-17, 2018-19